# Цайлингер, Антон
Антон Ца́йлингер (нем. Anton Zeilinger; род. 20 мая 1945, Рид, Австрия) — австрийский физик, известный своими пионерскими работами в области квантовой информации и впервые осуществивший квантовую телепортацию с использованием фотонов. Лауреат Нобелевской премии по физике (2022).
C 2006 года является вице-председателем совета попечителей Австрийского института науки и технологий (Institute of Science and Technology Austria), начало которому положил.

## Признание

### Международные награды
- Шрёдингеровская лекция (Тринити-колледж, Дублин) (1999)
- Шрёдингеровская лекция (Имперский колледж Лондона) (2003)
- Премия Декарта (2004)
- Международная премия короля Фейсала (2005)
- Премия в области квантовой электроники и оптики (2007)
- Wolfgang-Paul-Vorlesung[нем.] (2007)
- International Quantum Communication Award (2008)
- Медаль Исаака Ньютона (2008)
- Премия Вольфа по физике (2010)
- Urania-Medaille[нем.] (2013)
- Мемориальная лекция Манне Сигбана (2015)
- Премия Уиллиса Лэмба (2016)
- Серебряная медаль председателя Сената Чехии (2017, Чехия)[4]
- Медаль Вернадского (2020, Академия наук Украины)
- Нобелевская премия по физике (2022)

### Национальные награды
- Орден «Pour le Mérite» (Пруссия) (2001)
- Австрийский почётный знак «За науку и искусство» (Австрия) (2001)
- Медаль Вильгельма Экснера (2005)
- Большой офицерский крест ордена «За заслуги перед ФРГ» (2009)
- Большой золотой почётный знак «За заслуги перед Австрийской Республикой» (2015)
- Большой серебряный почётный знак со звездой «За заслуги перед Австрийской Республикой» (2022)
- Большой золотой почётный знак на ленте «За заслуги перед Австрийской Республикой» (2024)[5]

### Звания
- Почётный гражданин Вены (2023)[6]

### Член академий и обществ
- Австрийская академия наук (1998)[7]
- Леопольдина (2005)[8]
- Почётный член Словацкой академии наук (2005)
- Иностранный член Сербской академии наук и искусств (2005)
- Иностранный член Французской академии наук (2009)[9]
- Член Европейской академии (2011)
- Иностранный член Национальной академии наук США (2013)[10]
- Иностранный член Национальной академии наук Беларуси (2014)
- Действительный член Американского физического общества (1999)
- Действительный член Американской ассоциации содействия развитию науки (2012)
- Член Академии наук развивающихся стран (TWAS; 2014)[11]
- Доктор honoris causa Российской академии наук (2016)[12][13]
- Иностранный член Российской академии наук (2016)[14]
- Иностранный член Китайской академии наук (2019)